# پاراسکوی پاپاکریستو
پاراسکِوی وولا پاپاکریستو (یونانی: Παρασκευή (Βούλα) Παπαχρήστου) پرندهٔ سه‌گام و طول اهل یونان و دارندهٔ دو مدال طلا از مسابقات ورزشی U23 اروپاست. او به‌خاطر توییت جنجالی‌اش از بازی‌های المپیک ۲۰۱۲ لندن کنار گذاشته شد.